# زاسباخ (اورتناو)
زاسباخ (به آلمانی: Sasbach) یک شهر در آلمان است که در بادن-وورتمبرگ واقع شده‌است. زاسباخ ۵٬۴۴۴ نفر جمعیت دارد.